# Parc animalier des Pyrénées
Koordinaten: 43° 0′ 52,9″ N, 0° 5′ 53,7″ W

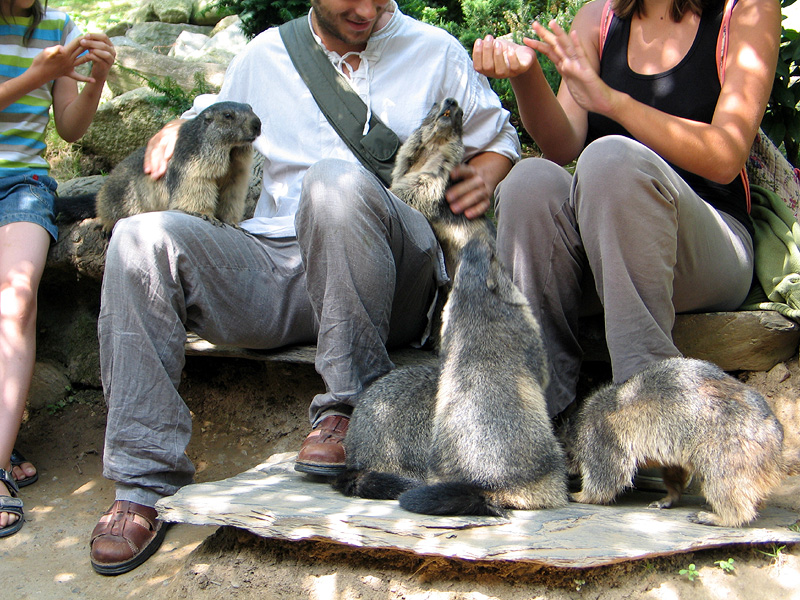
Besucher füttern Alpenmurmeltiere

Der Parc animalier des Pyrénées ist ein zooähnlicher Wildtierpark, der sich in der französischen Gemeinde Ayzac-Ost im Département Hautes-Pyrénées in der Region Okzitanien befindet. Die nächstgelegene größere Stadt Lourdes ist 12 Kilometer in nordöstlicher Richtung entfernt. Der Park ist Mitglied der Association Française des Parcs Zoologiques (AFdPZ) sowie bei der European Association of Zoos and Aquaria (EAZA). Im Jahr 2022 besuchten rund 135.000 Personen den Zoo.

## Geschichte
Der Parc animalier des Pyrénées wurde 1999 von Serge Mounard gegründet, der seitdem den Park leitet. Der Tierpark wurde als privater Betrieb angelegt und wird in den Sommermonaten kommerziell und touristisch genutzt. Für Besucher ist der Park in der Regel von Ende April bis Ende Oktober geöffnet. Zunächst wurden fast ausschließlich heimische Tiere gehalten. Im Laufe der Jahre wurde das Spektrum auch um einige exotische Arten erweitert.
Zum 20-jährigen Jubiläum des Parks wurde Mitte 2019 eine Anlage für Erdmännchen eingeweiht. Auf der geräumigen Anlage wurden u. a. zwei Termitenhügel nachgebildet, um den natürlichen Lebensraum dieser geselligen, aktiven Tiere nachzuempfinden. Den Besuchern wird ermöglicht, den Familienverband und das Sozialverhalten der Art zu beobachten, beispielsweise wie sich die Kolonie mit Wächtern, Eltern, Babysittern und Jägern in ihrem Territorium organisiert.
Zu Beginn der COVID-19-Pandemie war der Park für einige Monate geschlossen. Die Zeit wurde genutzt, um eine komplette Renovierung vorzunehmen, beispielsweise wurden Bäume beschnitten, Wege gereinigt und Markierungen verbessert. Am 21. Mai 2020 erfolgte die Wiedereröffnung des Parks.

## Anlagenkonzept und Tierbestand
Der Park befindet sich am Fuße der Pyrenäen in einer bergigen Landschaft. Zwei Rundwege führen durch das Gelände. Im Parc animalier des Pyrénées leben rund 600 Tiere mit ca. 100 Arten auf einem 14 Hektar großen Gebiet. Auf etwa der Hälfte der Fläche bewegen sich die Tiere mehr oder weniger frei. Die sich frei im Gelände bewegenden Tiere kreuzen zuweilen die Wanderwege der Besucher, wodurch sich zuweilen enge Kontakte zwischen Mensch und Tier ergeben. An heimischen Arten werden u. a. Reh-, Rot- und Damwild, Alpensteinbock, Gämse, Wolf, Europäischer Braunbär, Fischotter sowie Alpenmurmeltier gehalten. Auf künstlich angelegten kleinen Seen und Teichen lebt eine Vielzahl an Wasservögeln. Weitere Vogelarten sind in Volieren untergebracht.

## Arterhaltungs- und Schutzprogramme
Der Zoo unterstützt zahlreiche Arterhaltungs- und Schutzprogramme. Im Rahmen des Europäischen Erhaltungszuchtprogramms (EEP) werden übergreifende Projekte zur gezielten und koordinierten Zucht von in Zoos gehaltenen Arten durchgeführt. Der Parc animalier des Pyrénées ist an Erhaltungsprogrammen einiger bedrohter Arten beteiligt, dazu zählen Binturong, Bartgeier und Iberiensteinbock.

## Parkordnung
Die Parkordnung schreibt u. a. vor, auf den markierten Wegen zu bleiben, einen Abstand zu den Tieren einzuhalten, diese nicht zu berühren und sich ruhig zu verhalten. Füttern der Tiere ist nicht gestattet, ausgenommen sind die Ziegen auf dem Farmgelände. Eine weitere Ausnahme betrifft die Alpenmurmeltiere. Die Tiere haben sich im Laufe der Zeit dermaßen an die Besucher gewöhnt und jede Scheu vor den Menschen verloren, sodass sie diese um Futter anbetteln. Eine Fütterung hat sich im Besonderen für Kinder als sehr attraktiv erwiesen und wird vom Parkpersonal zu bestimmten Zeiten ermöglicht.

## Galerie
Die nachfolgende Bildauswahl zeigt einige Tiere aus dem Bestand des Parc animalier des Pyrénées:

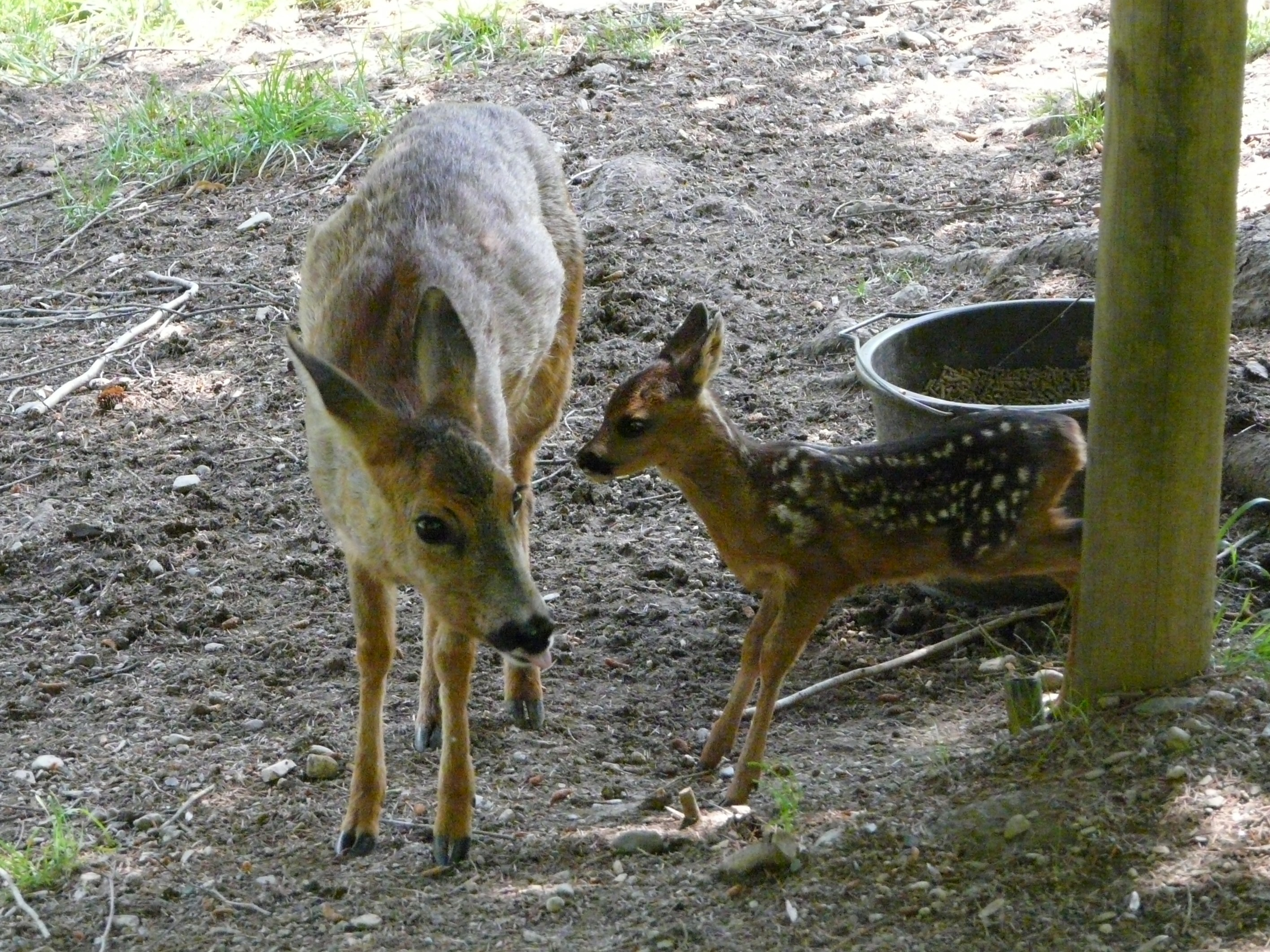
Ricke mit Kitz
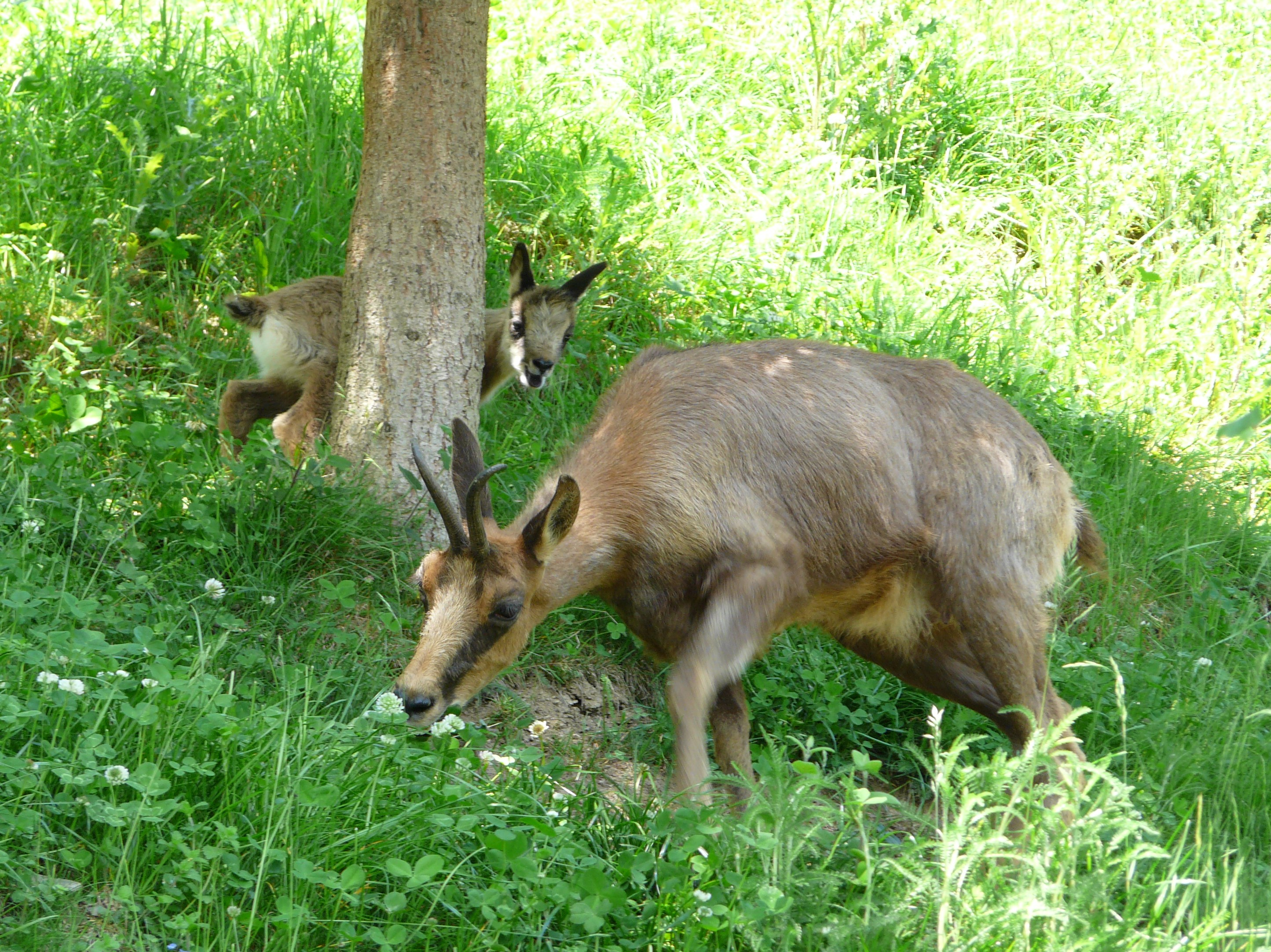
Gämse mit Kitz
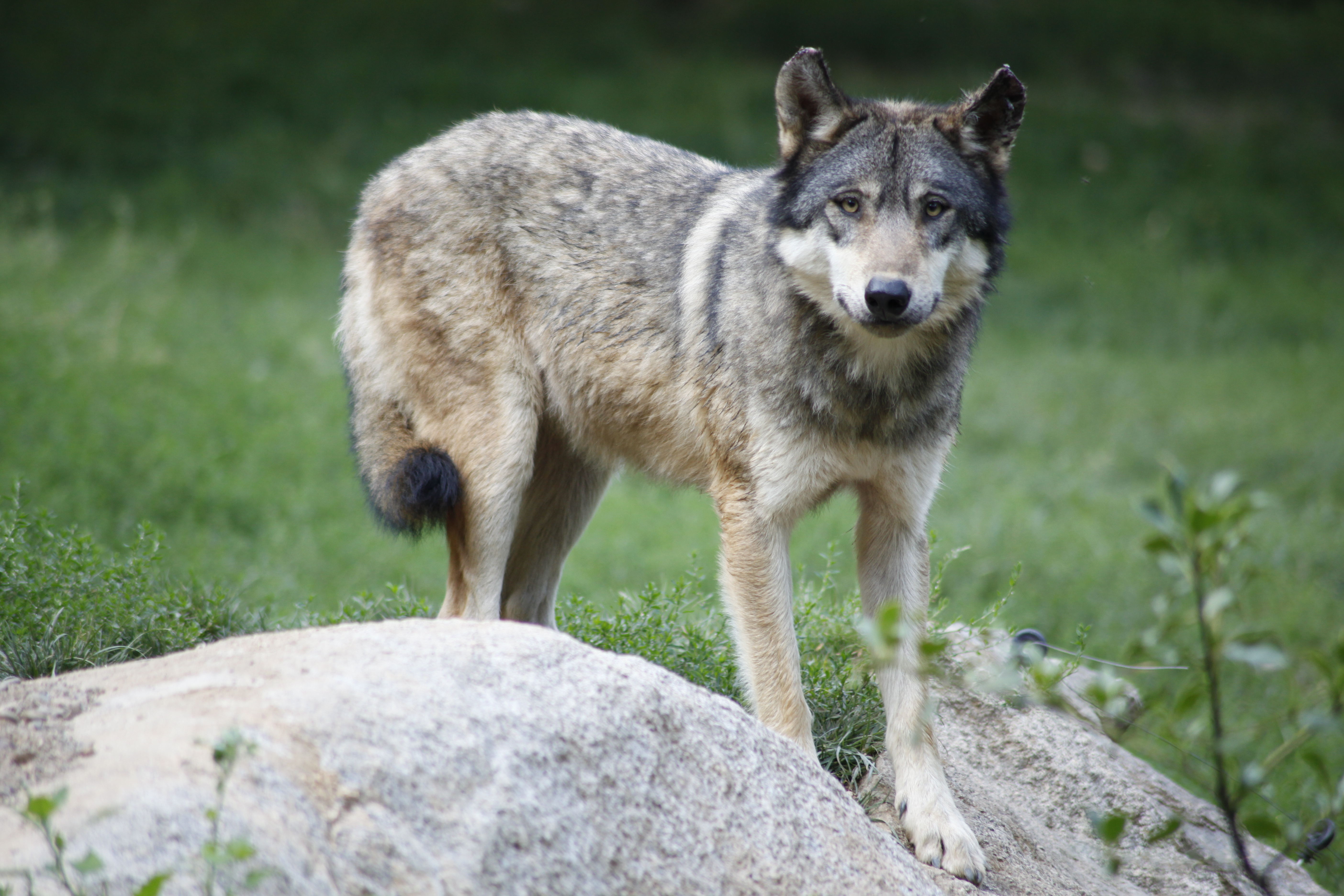
Wolf
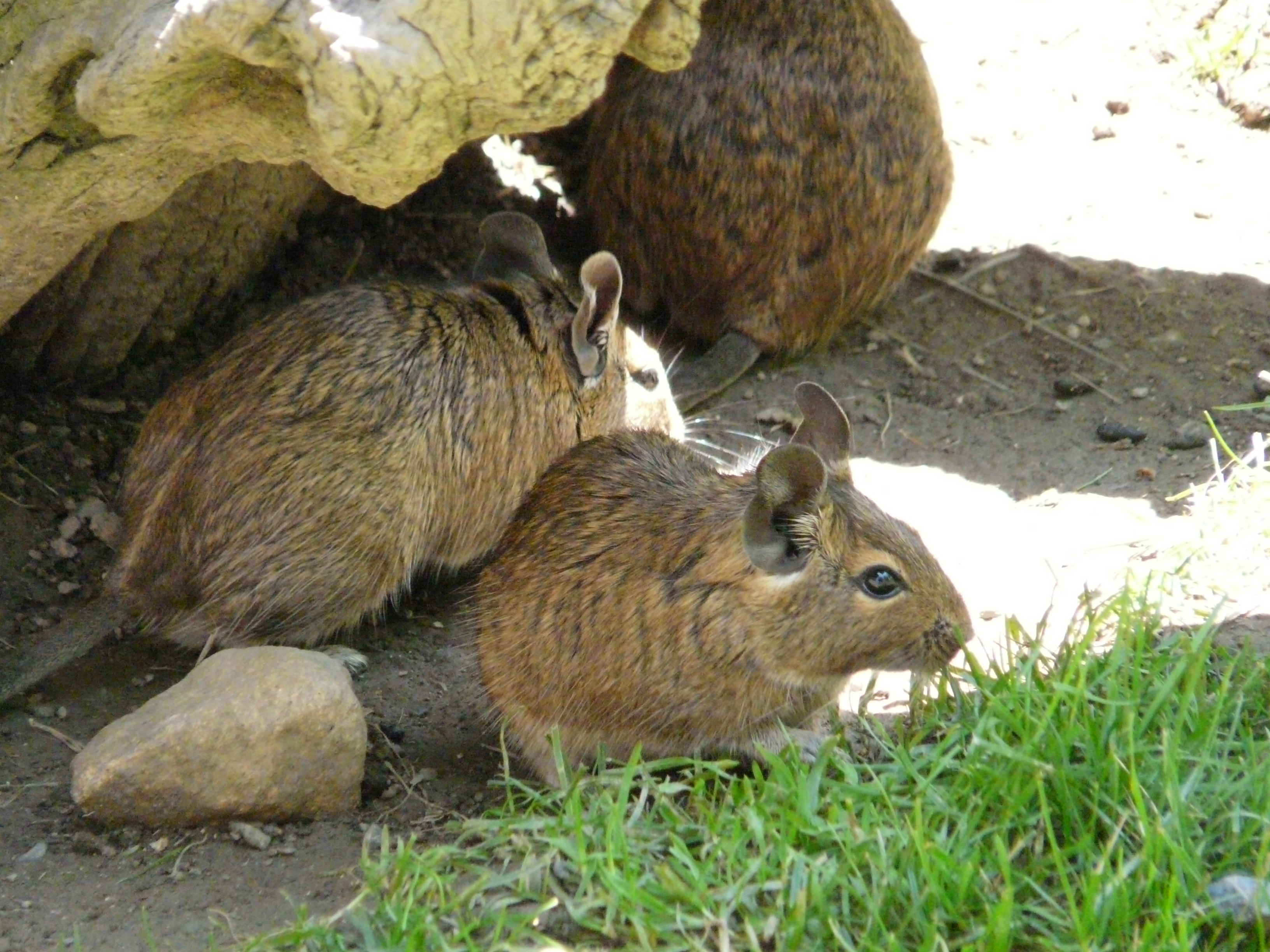
Gewöhnliche Degus
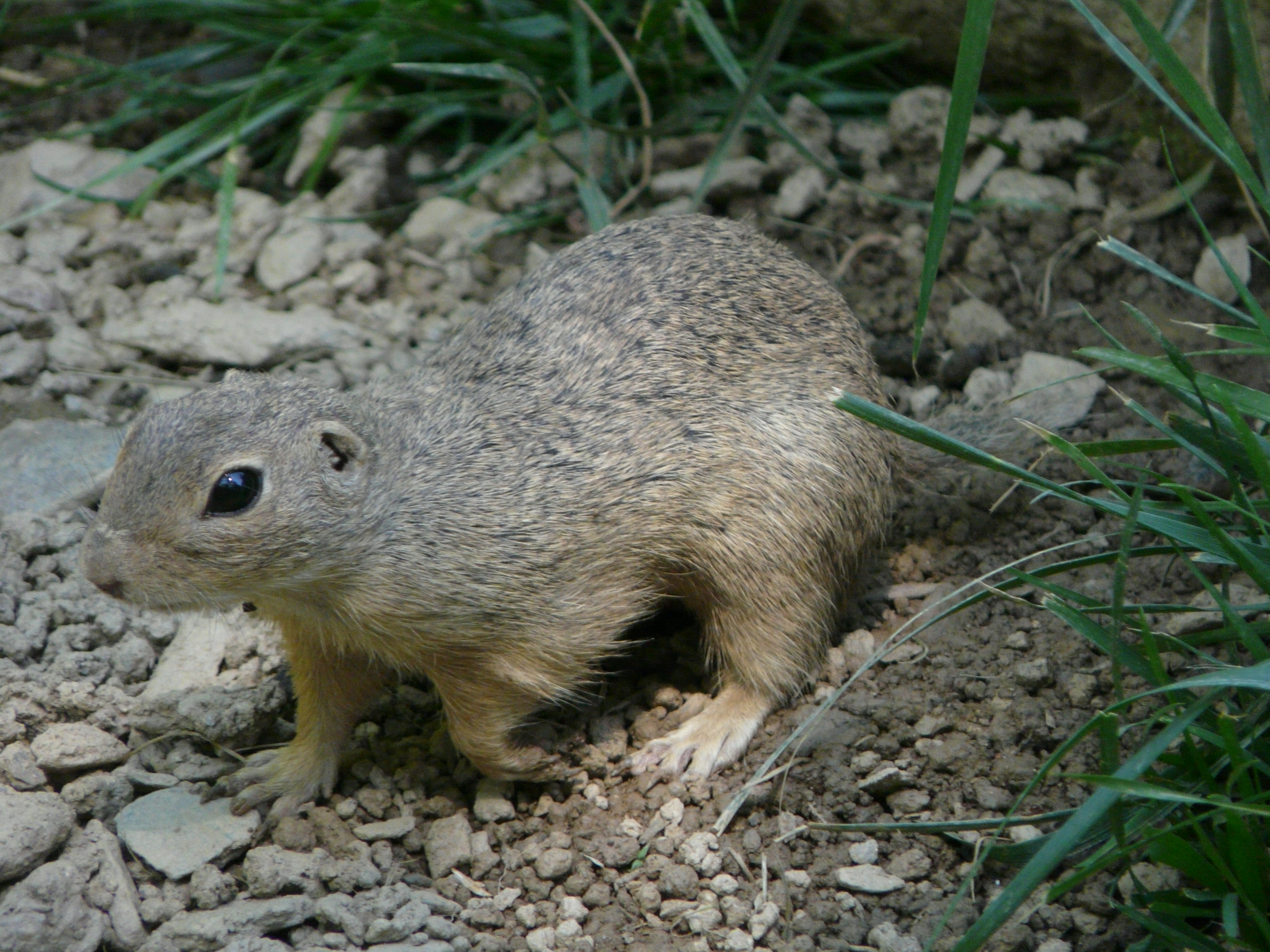
Europäischer Ziesel
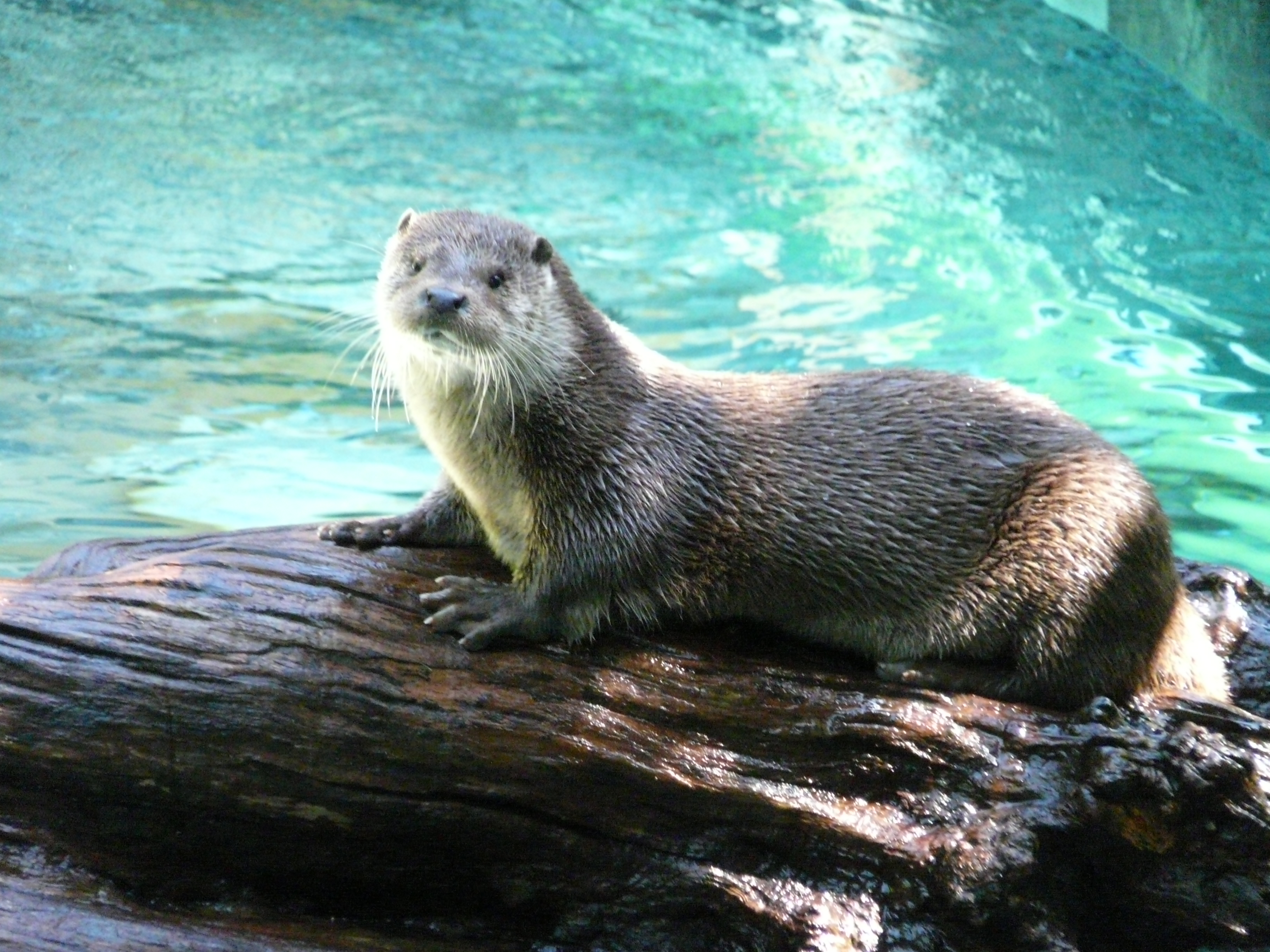
Fischotter
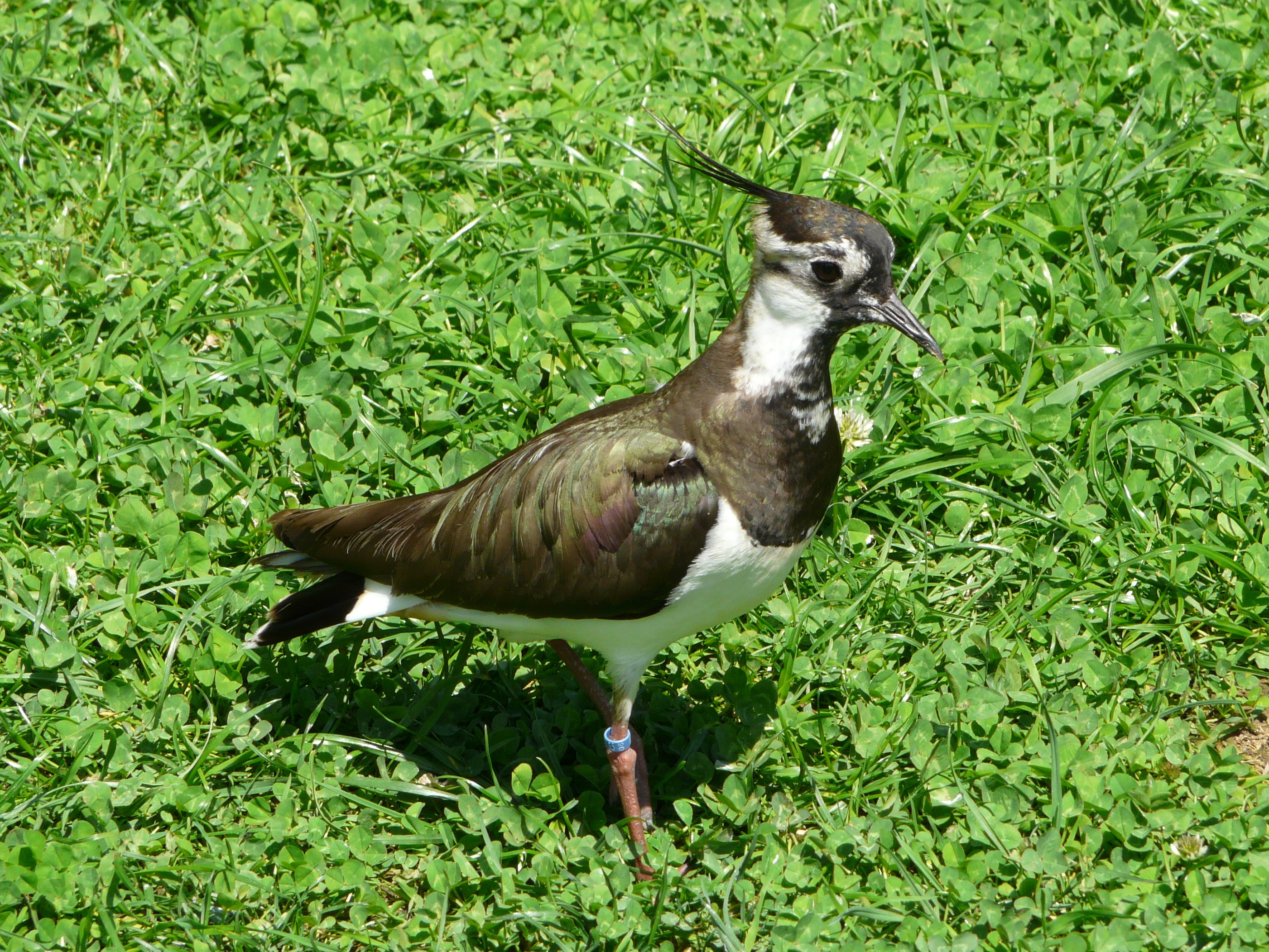
Kiebitz
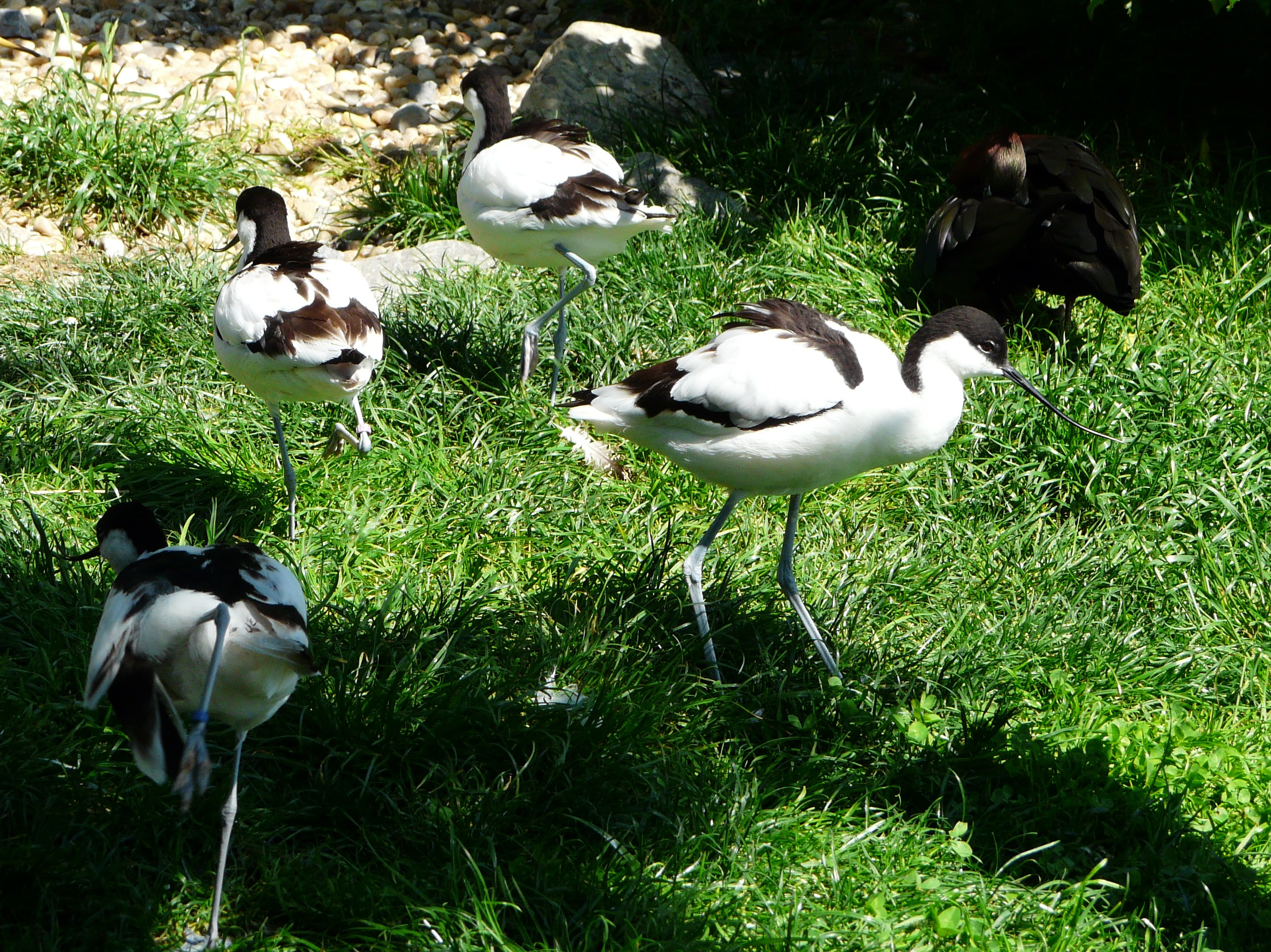
Säbelschnäbler
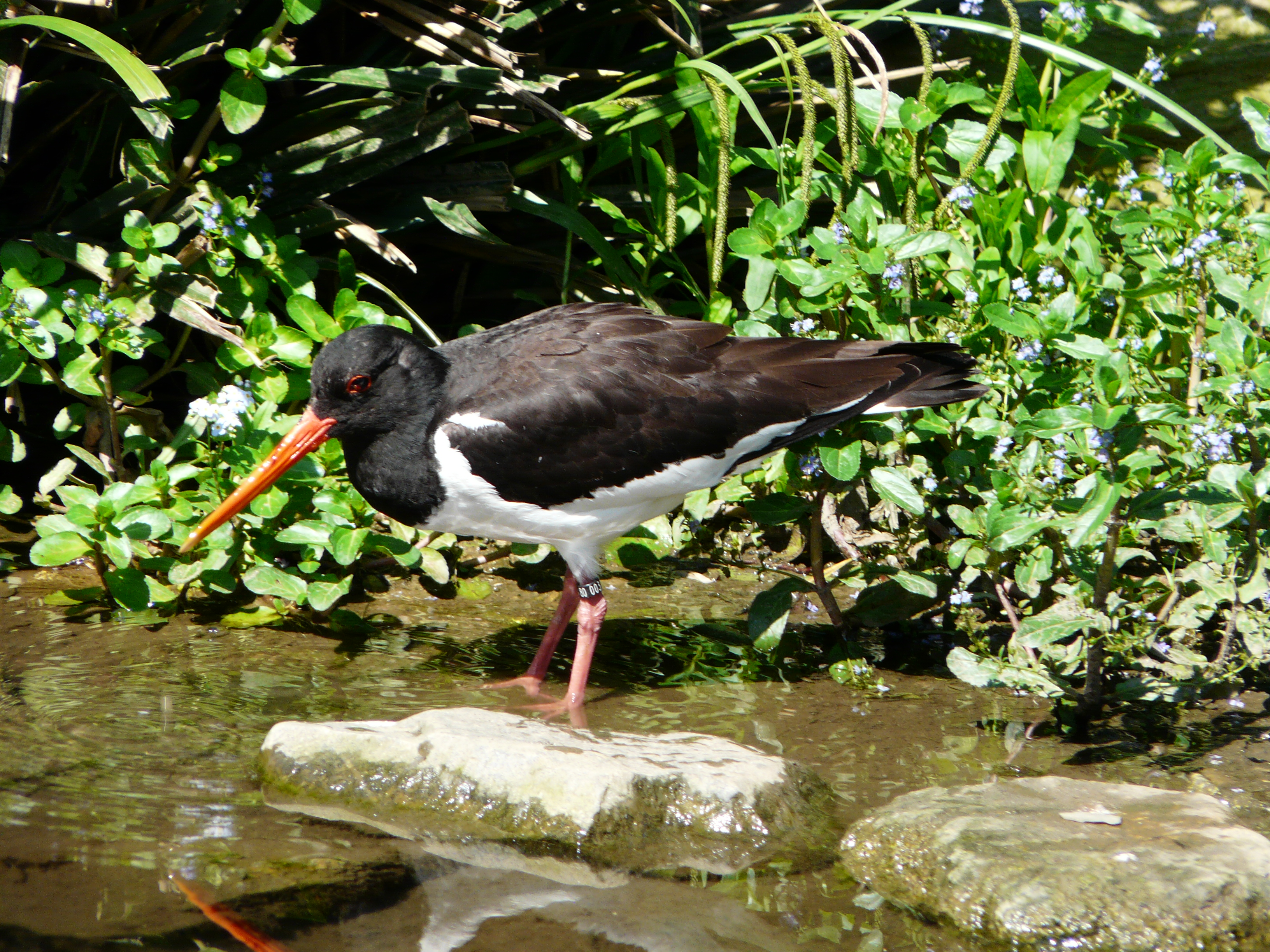
Austernfischer
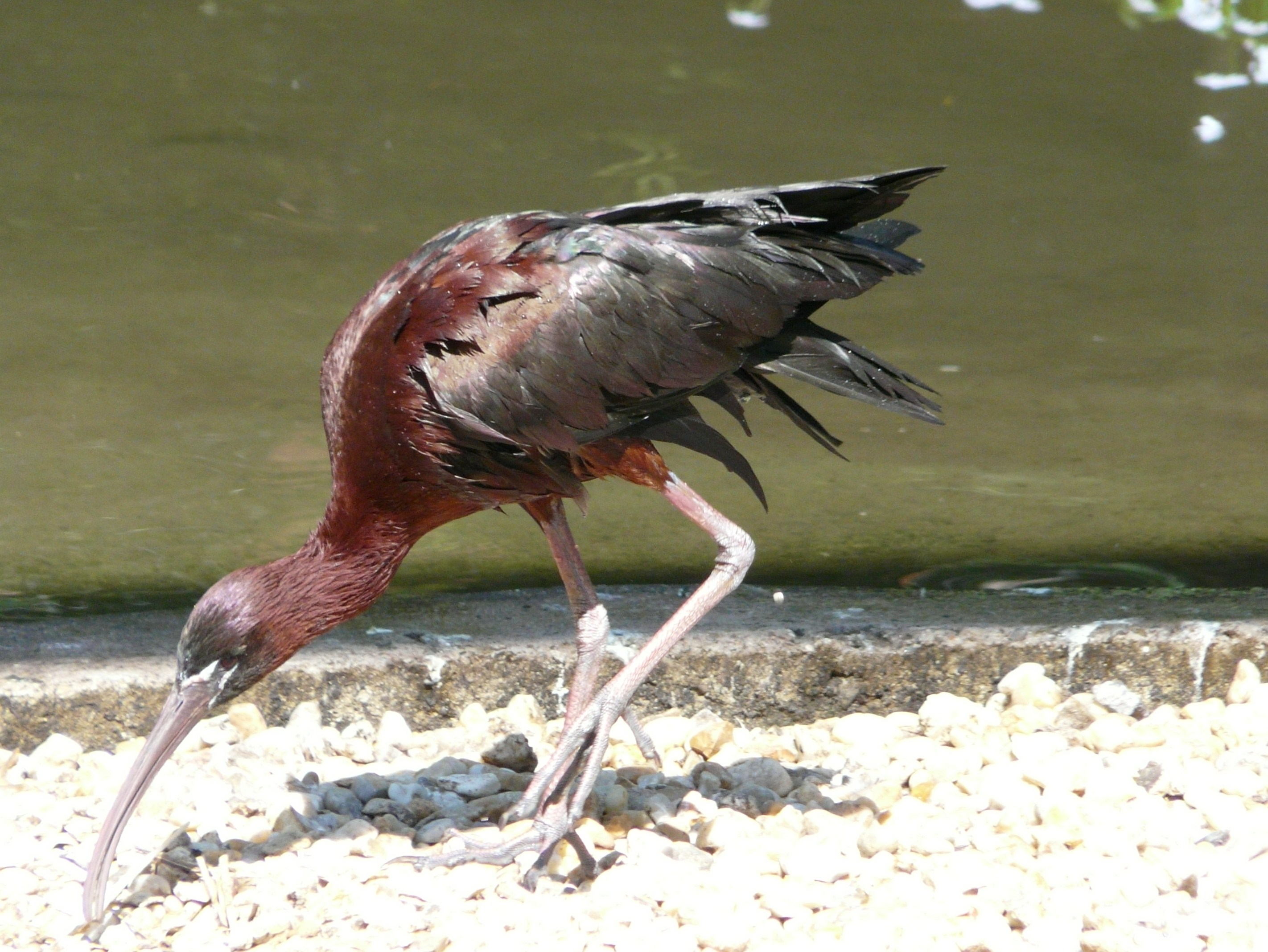
Sichler
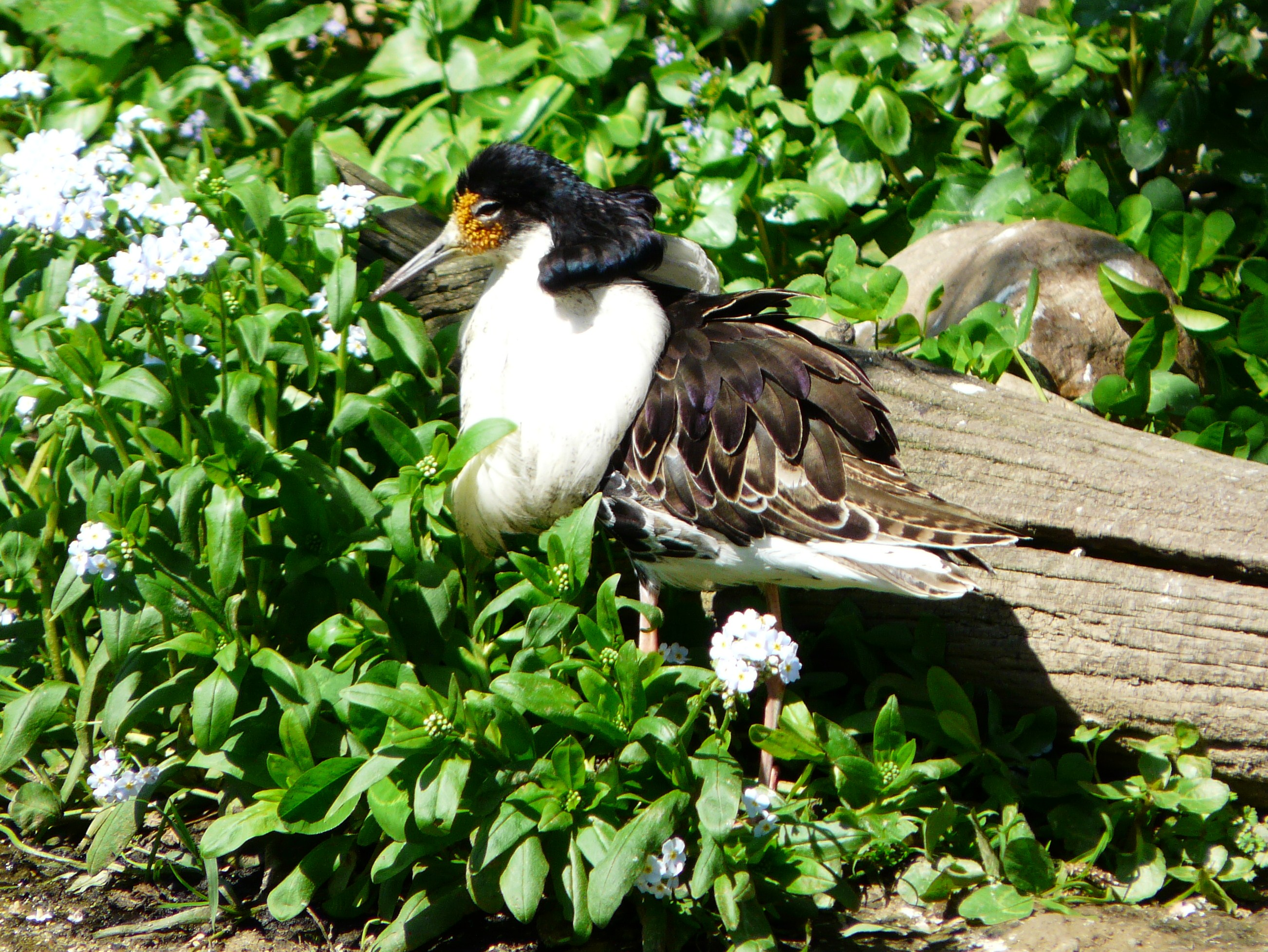
Kampfläufer
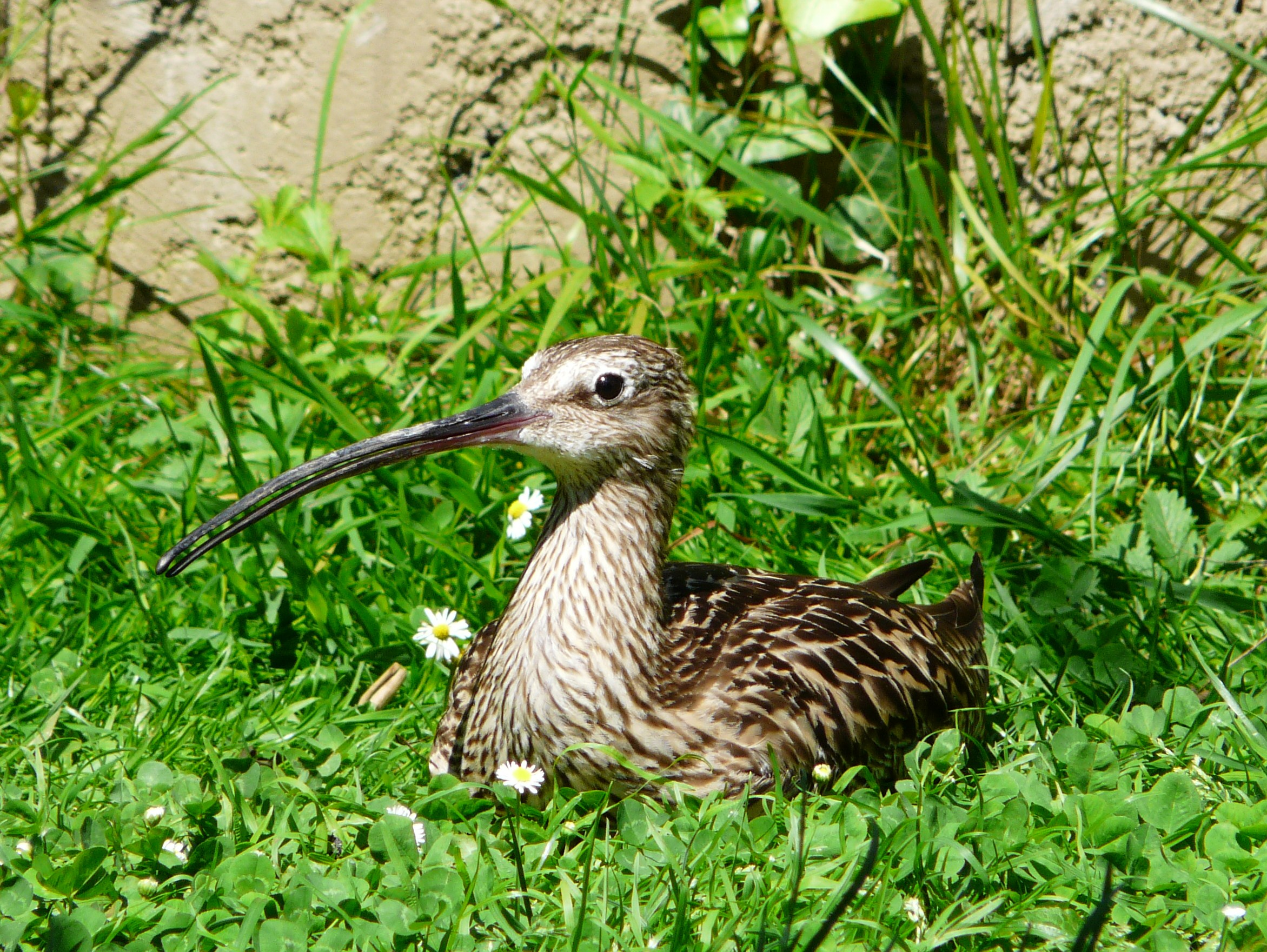
Großer Brachvogel